# Elaine Gomes
Elaine Gomes Barbosa, född 1 juni 1992 i Fortaleza i Brasilien, är en brasiliansk handbollsspelare som blev världsmästare med Brasilien 2013.

## Klubblagskarriär
Elaine Gomes spelade i brasilianska klubblag till 2014, senast i Força Atlética Handebol 2013–2014. Hon valde sedan en proffskarriär i europeiska klubbar och började i danska Nykøbing Falster HK 2014. Hon skulle spela i två år i Danmark men kontraktet bröts redan 2015 Hon gick sedan till SCM Râmnicu Vâlcea men även där avbröts kontraktet i förtid. Hon valde då att spela i Turkiet för Kastamonu  GSK. Efter ett spelår i Turkiet gick hon till franska Neptunes de Nantes. Efter detta år återvände hon till Rumänien och spelade för Corona Brașov men det slutade också i avbrutet kontrakt. Elaine Gomes var inblandad i en dopinghärva med avstängning i Rumänien. Efter dopingskandalen gick hon till spanska BM Granollers. Efter året i Spanien återvände hon till Rumänien och nu till CS Minaur Baia Mare. Hon skrev ett treårskontrakt men stannade i mindre än ett år i klubben för från 2022 representerar hon A.C. PAOK i Grekland, en betydligt svagare klubb.

## Landslagskarriär
Elaine Gomes var med i truppen till världsmästerskapet i handboll för damer 2013 men hade då bara spelat 5 landskamper. Hon blev då världsmästare med Brasilien. Hon har sedan inte spelat i Brasiliens VM-lag. Hon har däremot vunnit Pan american games i handboll 2015 och 2019 med Brasilien. Hon var också med och vann sydamerikanska mästerskapet 2018. Hon har spelat 59 landskamper och gjort 44 mål för Brasilien och tillhörde 2021 bruttotruppen.